# Absolute Beginners (David Bowie)
Absolute Beginners is een nummer van de Britse muzikant David Bowie, uitgebracht als titelsong van de film Absolute Beginners uit 1986. Deze film was op zijn beurt weer een bewerking van het boek Absolute Beginners van Colin MacInnes. Op 3 maart dat jaar werd het nummer wereldwijd op single uitgebracht.

## Achtergrond
Bowie was goede vrienden met Julien Temple, de regisseur van de film en tevens de regisseur van Bowie's korte film Jazzin' for Blue Jean uit 1984. Naast het maken van de titelsong speelde hij ook de rol van Vendice Partners in de film.
De opnamesessies waren zo opgezet dat de groep sessiemuzikanten allemaal een kaart kregen om met een "Mr. X" in de studio te werken, een artiest die uiteindelijk Bowie bleek te zijn. Het nummer was snel opgenomen, maar de release werd lange tijd uitgesteld vanwege problemen met de bijbehorende film. Virgin wou het nummer ook tegelijkertijd uitbrengen met de film. Kort na de opnames van het nummer speelde een groot deel van de muzikanten ook mee op Dancing in the Street, een duet tussen Bowie en Mick Jagger.
De plaat werd een wereldwijde hit. In Ierland en Finland werd  zelfs de nummer 1-positie behaald. In Bowie's thuisland het Verenigd Koninkrijk werd de 2e positie bereikt in de UK Singles Chart. In Duitsland werd de 7e positie bereikt, in Australië de 5e, Nieuw-Zeeland de 4e, Zuid-Afrika de 6e  Canada de 45e en in de Verenigde Staten de 53e positie in de Billboard Hot 100.
In Nederland was de plaat op zondag 2 maart 1986 de 113e Speciale Aanbieding bij de KRO op Radio 3 en werd een grote hit in de destijds twee hitlijsten op de nationale publieke popzender. De plaat bereikte de 4e positie in de Nederlandse Top 40 en de 8e positie in de Nationale Hitparade. In de pan Europese hitlijst op Radio 3, de TROS Europarade, werd de 3e positie bereikt.
In België bereikte de plaat de 3e positie in de voorloper van de Vlaamse Ultratop 50 en de 2e positie in de Vlaamse Radio 2 Top 30.

## Videoclip
De videoclip van het nummer werd eveneens geregisseerd door Temple, waarin ook de jaren '50-stijl van de film terug is te zien. De clip was een hommage aan het Britse sigarettenmerk Strand, waarvan de slagzin "You're never alone with a Strand" (Je bent nooit alleen met een Strand) ook door Bowie wordt uitgesproken in de film. In de videoclip komen ook diverse beelden uit de film voor.
In Nederland werd de videoclip destijds op televisie uitgezonden door de popprogramma's AVRO's Toppop, Countdown van Veronica en Popformule van de TROS.

## Tracklijst
3" cd- en normale cd-single
1. "Absolute Beginners" - 8:03
2. "Absolute Beginners (Dub Mix)" - 5:40

7" vinyl-single
1. "Absolute Beginners" - 5:36
2. "Absolute Beginners (Dub Mix)" - 5:42

12" vinyl-single
1. "Absolute Beginners (Full Length Version)" - 8:00
2. "Absolute Beginners (Dub Mix)" - 5:42

12" vinyl-single (Verenigde Staten)
1. "Absolute Beginners (Edited Version)" - 4:46
2. "Absolute Beginners (Full Length Version)" - 8:00

Downloadsingle (Verenigd Koninkrijk)
1. "Absolute Beginners" - 5:36
2. "Absolute Beginners (Full Length Version)" - 8:00
3. "Absolute Beginners (Dub Mix)" - 5:42

Downloadsingle (Verenigde Staten)
1. "Absolute Beginners" - 5:37
2. "Absolute Beginners (Full Length Version)" - 8:03
3. "Absolute Beginners (Dub Mix)" - 5:39
4. "That's Motivation" - 4:14
5. "Volare (Nel Blu Dipinto Di Blu)" - 3:13

## Muzikanten
- David Bowie: zang
- Rick Wakeman: piano
- Kevin Armstrong: gitaar
- Matthew Seligman: basgitaar
- Neil Conti: drums
- Luís Jardim: percussie
- Mac Gollehon: trompet
- Don Weller, Gary Barnacle, Paul "Shilts" Weimar, Willie Garnett, Andy MacKintosh, Gordon Murphy: saxofoon
- Steve Nieve: keyboards
- Janet Armstrong: achtergrondzang

In de filmversie wordt het refrein gezongen door Gil Evans.

## Hitnoteringen

### Nederlandse Top 40
| Hitnotering: 22-03-1986 t/m 24-05-1986 | Hitnotering: 22-03-1986 t/m 24-05-1986 | Hitnotering: 22-03-1986 t/m 24-05-1986 | Hitnotering: 22-03-1986 t/m 24-05-1986 | Hitnotering: 22-03-1986 t/m 24-05-1986 | Hitnotering: 22-03-1986 t/m 24-05-1986 | Hitnotering: 22-03-1986 t/m 24-05-1986 | Hitnotering: 22-03-1986 t/m 24-05-1986 | Hitnotering: 22-03-1986 t/m 24-05-1986 | Hitnotering: 22-03-1986 t/m 24-05-1986 | Hitnotering: 22-03-1986 t/m 24-05-1986 | Hitnotering: 22-03-1986 t/m 24-05-1986 |
| Week:                                  | 1                                      | 2                                      | 3                                      | 4                                      | 5                                      | 6                                      | 7                                      | 8                                      | 9                                      | 10                                     |                                        |
| -------------------------------------- | -------------------------------------- | -------------------------------------- | -------------------------------------- | -------------------------------------- | -------------------------------------- | -------------------------------------- | -------------------------------------- | -------------------------------------- | -------------------------------------- | -------------------------------------- | -------------------------------------- |
| Positie:                               | 20                                     | 12                                     | 6                                      | 4                                      | 4                                      | 6                                      | 11                                     | 14                                     | 19                                     | 36                                     | uit                                    |

### Nationale Hitparade
| Hitnotering: 15-03-1986 t/m 24-05-1986 | Hitnotering: 15-03-1986 t/m 24-05-1986 | Hitnotering: 15-03-1986 t/m 24-05-1986 | Hitnotering: 15-03-1986 t/m 24-05-1986 | Hitnotering: 15-03-1986 t/m 24-05-1986 | Hitnotering: 15-03-1986 t/m 24-05-1986 | Hitnotering: 15-03-1986 t/m 24-05-1986 | Hitnotering: 15-03-1986 t/m 24-05-1986 | Hitnotering: 15-03-1986 t/m 24-05-1986 | Hitnotering: 15-03-1986 t/m 24-05-1986 | Hitnotering: 15-03-1986 t/m 24-05-1986 | Hitnotering: 15-03-1986 t/m 24-05-1986 | Hitnotering: 15-03-1986 t/m 24-05-1986 |
| Week:                                  | 1                                      | 2                                      | 3                                      | 4                                      | 5                                      | 6                                      | 7                                      | 8                                      | 9                                      | 10                                     | 11                                     |                                        |
| -------------------------------------- | -------------------------------------- | -------------------------------------- | -------------------------------------- | -------------------------------------- | -------------------------------------- | -------------------------------------- | -------------------------------------- | -------------------------------------- | -------------------------------------- | -------------------------------------- | -------------------------------------- | -------------------------------------- |
| Positie:                               | 26                                     | 10                                     | 8                                      | 8                                      | 10                                     | 9                                      | 14                                     | 19                                     | 22                                     | 30                                     | 42                                     | uit                                    |

### TROS Europarade
Hitnotering: 22-03-1986 t/m 28-06-1986. Hoogste notering: #3 (3 weken).

### NPO Radio 2 Top 2000
| Nummer met noteringen in de NPO Radio 2 Top 2000 | '00 | '01  | '02  | '03  | '04  | '05  | '06  | '07  | '08  | '09  | '10  | '11  | '12  | '13  | '14  | '15  | '16 | '17 | '18  | '19 | '20  | '21  | '22  | '23  | '24  |
| ------------------------------------------------ | --- | ---- | ---- | ---- | ---- | ---- | ---- | ---- | ---- | ---- | ---- | ---- | ---- | ---- | ---- | ---- | --- | --- | ---- | --- | ---- | ---- | ---- | ---- | ---- |
| Absolute Beginners                               | 651 | 1414 | 1108 | 1228 | 1333 | 1534 | 1568 | 1788 | 1497 | 1391 | 1244 | 1591 | 1007 | 1116 | 1146 | 1342 | 586 | 859 | 1076 | 981 | 1048 | 1082 | 1118 | 1072 | 1021 |

1. ↑  Een vetgedrukt getal geeft de hoogste notering aan.
2. ↑  2000 was het eerste jaar met een notering voor dit nummer.